# Istituto Superiore di Tecniche investigative
L'Istituto Superiore di Tecniche Investigative dell'Arma dei Carabinieri (I.S.T.I) è un istituto militare che cura l'aggiornamento e la specializzazione in materia di Polizia Giudiziaria degli appartenenti all'Arma e dei partner esteri. La sede è a Velletri.

## Storia
Nasce il 27 ottobre 2008 con sede presso la caserma Salvo D'Acquisto di Velletri, già sede della Scuola marescialli e brigadieri dei carabinieri, per potenziare la capacità investigativa dei reparti dell'Arma.
Viene inaugurata dal Comandante generale dell'Arma dei Carabinieri Gianfranco Siazzu e dal Sottosegretario alla Difesa Guido Crosetto.
Dal 1 gennaio 2017 è posto alle dipendenze dell'Ispettorato degli Istituti di Specializzazione dell’Arma dei Carabinieri.

## Attività
Le lezioni sono suddivise in moduli istituiti in base alle esigenze specifiche dell'Arma, per la formazione l'istituto si avvale sia di personale interno (personale appartenente al Raggruppamento operativo speciale, al Gruppo di intervento speciale, al Reparto investigazioni scientifiche ed ai Nuclei Investigativi) che di professionisti provenienti dall'esterno (esperti in discipline economico-giuridiche, magistrati e docenti universitari).
I corsi riguardano vari ambiti che vanno dai delitti contro la pubblica amministrazione al terrorismo, alle mafie e al supporto tecnico alle indagini.
Alcuni dei corsi svolti sono:
- Corsi per addetti ai rilievi tecnici ed al repertamento della durata di 5 settimane per Ufficiali e Sottufficiali.
- Corsi di criminalistica della durata dalle 5 alle 8 settimane per Ufficiali.
- Corsi per negoziatori della durata di 3 settimane per Sottufficiali.
- Corsi per operatore di supporto tecnico alle indagini - indirizzo elettronico della durata di 4 settimane per Sottufficiali e Carabinieri.
- Corsi per operatore di supporto tecnico alle indagini - indirizzo informatico della durata di 4 settimane per Sottufficiali e Carabinieri.
- Corsi per addetti al sopralluogo della durata dalle 5 alle 8 settimane per Sottufficiali e Carabinieri.

Inoltre forma il personale appartenente alla “Rete nazionale di monitoraggio sul fenomeno della violenza di genere” ove al 2019, 339 carabinieri appartenenti al ruolo dei Sottufficiali ed operanti su tutto il territorio nazionale sono stati formati.

## Partner
L'istituto ha intrapreso rapporti di partenariato con vari paesi, enti ed organismi internazionali, ad esempio nel 2020 ha intrapreso un partenariato con l'Agenzia dell'Unione europea per la formazione delle autorità di contrasto per la formazione di operatori di polizia e magistrati provenienti da tutta l'Unione europea, e grazie al Ministero degli affari esteri e della cooperazione internazionale e altri organismi europei ed internazionali ospita poliziotti provenienti dai paesi partner di tutto il mondo.
Inoltre grazie ad una collaborazione tra la Luiss Guido Carli e l'Arma dei Carabinieri nel 2015 ha ospitato gli studenti del 5º anno di Giurisprudenza per favorire un'integrazione della didattica con le competenze professionali pratiche.

### Enti ed organismi internazionali[7]
- Agenzia dell'Unione europea per la formazione delle autorità di contrasto
- Ufficio delle Nazioni Unite per il controllo della droga e la prevenzione del crimine
- Organizzazione per la sicurezza e la cooperazione in Europa
- Ufficio europeo per la lotta antifrode
- Ministero degli affari esteri e della cooperazione internazionale
- Consiglio Nazionale Ordine Psicologi[8]

### Paesi esteri[9][10]
- Albania
- Serbia
- Macedonia del Nord
- Bosnia ed Erzegovina
- Montenegro
- Francia
- Uganda
- Qatar
- Emirati Arabi Uniti